# L'Île des morts (Böcklin)
Pour les articles homonymes, voir Île des morts.
L’Île des Morts (Die Toteninsel) est une série de cinq tableaux peints entre 1880 et 1886 par Arnold Böcklin.
Elle représente une île au coucher du soleil, vers laquelle se dirige une embarcation conduite par un passeur. À ses côtés dans le bateau, un défunt debout dans son linceul, regarde vers la crique dans laquelle va entrer la barque. Sur l’île, une cour dans l’ombre, des rochers escarpés et de hauts cyprès dégagent une atmosphère de solitude et d’oppression.

## Les différentes versions
Il existe cinq versions différentes de ces tableaux réalisés à plusieurs années d'intervalle :
1. En 1880, conservée au Kunstmuseum de Bâle ;
2. En 1880, conservée au Metropolitan Museum of Art de New York ;
3. En 1883, conservée à l'Alte Nationalgalerie de Berlin ;
4. En 1884, détruite lors d'un bombardement à Berlin pendant la Seconde Guerre mondiale ;
5. En 1886, conservée au Museum der bildenden Künste de Leipzig.

### 1reversion

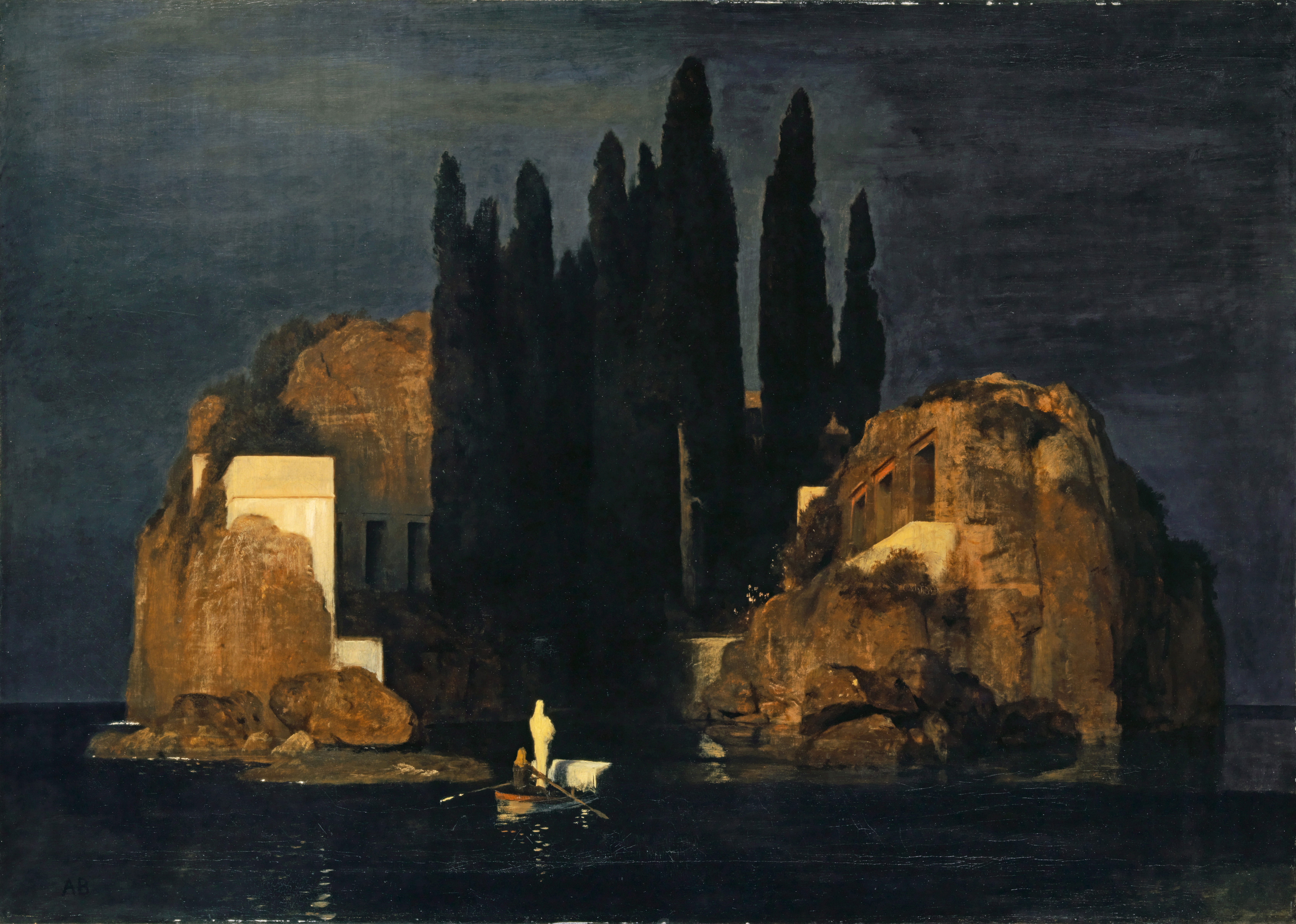
Première version, 1880. Kunstmuseum (Bâle). Huile sur toile,.

Böcklin a achevé la première version du tableau en mai 1880, pour le compte de son commanditaire Alexander Günther, mais l'artiste l'a finalement gardée pour lui-même. Elle se trouve maintenant au Kunstmuseum de Bâle.

### 2eversion

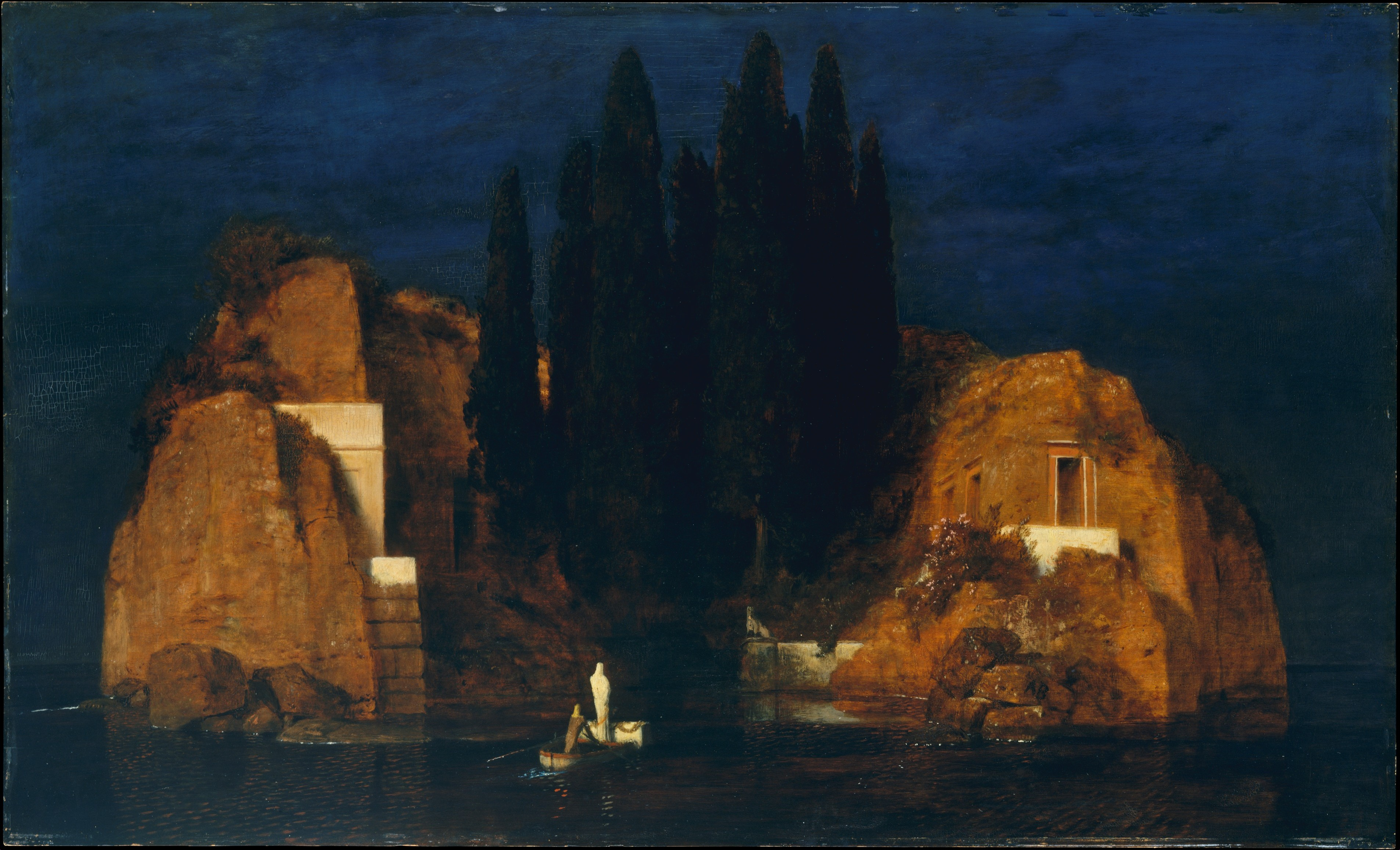
Deuxième version, 1880. Metropolitan Museum of Art, New York. Huile sur bois,.

En avril 1880, alors que la peinture était en cours d'exécution, l'atelier de Böcklin, à Florence, reçut la visite de Marie Berna, née Christ, veuve du financier Georg von Berna (1836–1865) et future épouse du politicien allemand Waldemar, comte d'Oriola (1854–1910). Elle fut frappée par la première version de cette « image de rêve », qui était à moitié achevée sur le chevalet. Böcklin peignit alors pour elle une version plus petite, sur bois, maintenant au Metropolitan Museum de New York.
À la demande de sa cliente, il ajouta le cercueil et la figure féminine, en mémoire de son mari, mort de la diphtérie quinze ans plus tôt. Par la suite, Böcklin ajouta ces éléments à la version antérieure. Il donna à ces œuvres le  nom de Die Gräberinsel (« L'île des tombeaux »). Parfois, la version de Bâle est considérée comme la première ; parfois, c'est celle de New York, acquise par la Gottfried Keller-Stiftung en 1920.

### 3eversion

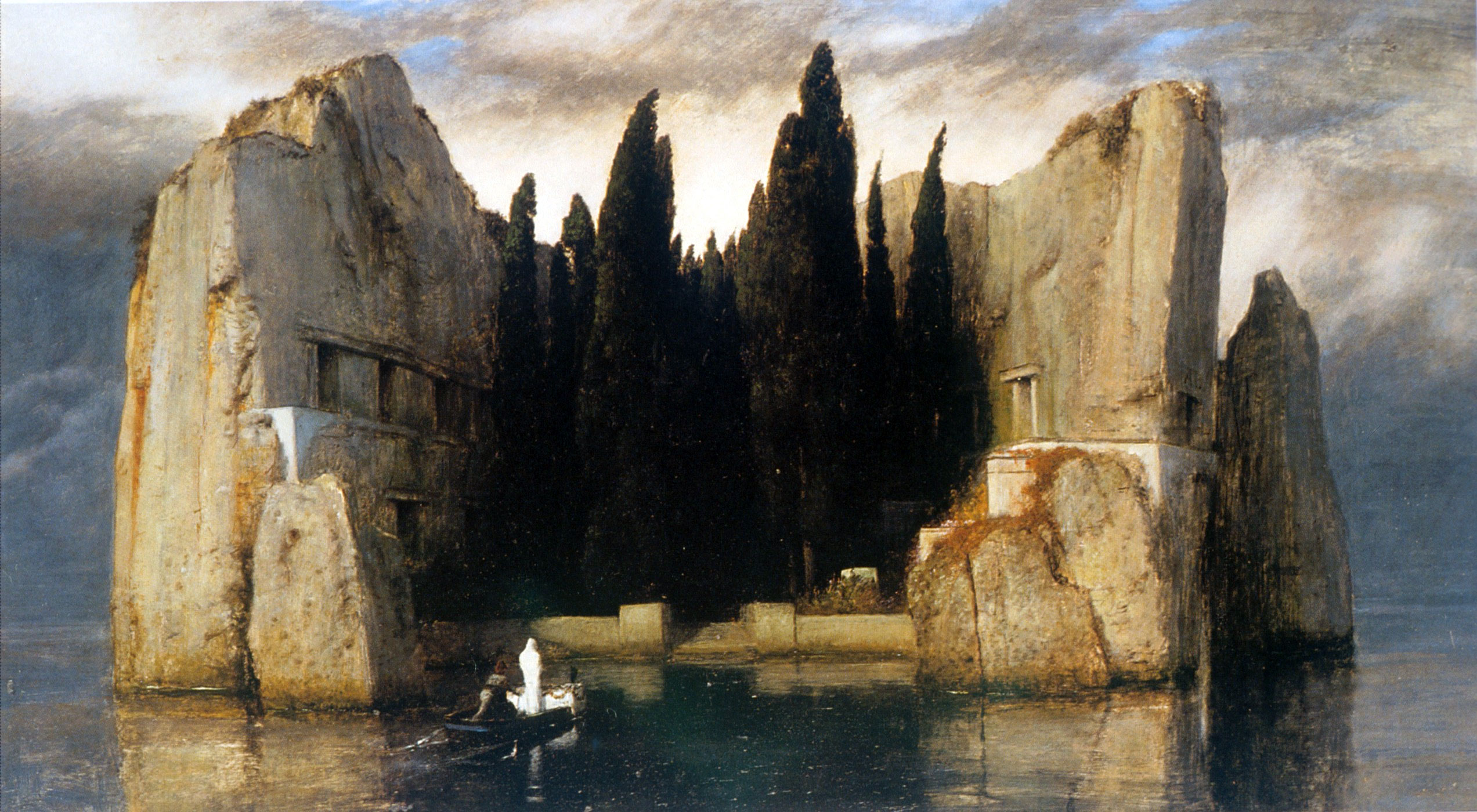
Troisième version, 1883. Alte Nationalgalerie, Berlin. Huile sur bois,.

La troisième version a été peinte en 1883 pour le galeriste Fritz Gurlitt, qui vendait les œuvres de Böcklin. À partir de cette version, l'une des chambres funéraires située dans les rochers, sur la droite, porte les initiales A.B. de Böcklin. En 1933, cette version a été mise en vente et Adolf Hitler, qui admirait l'œuvre de Böcklin, l'a acquise : il l'a d'abord exposée au Berghof, à Obersalzberg, puis, après 1940, à la nouvelle chancellerie du Reich, à Berlin. Elle est aujourd'hui conservée à l'Alte Nationalgalerie de Berlin.
À partir de la troisième version, le ciel nocturne laisse place à un jour blême, diminuant la portée énigmatique de la traversée. En parallèle, l'île devient plus précise dans ses contours, et la main de l'homme à travers les aménagements se fait plus visible. Dans la cinquième version, la « mystique » de l'œuvre semble avoir laissé place au concept plus « artificiel » de l'île tombeau, bien qu'y réside toujours l'ombre de la mort.

### 4eversion

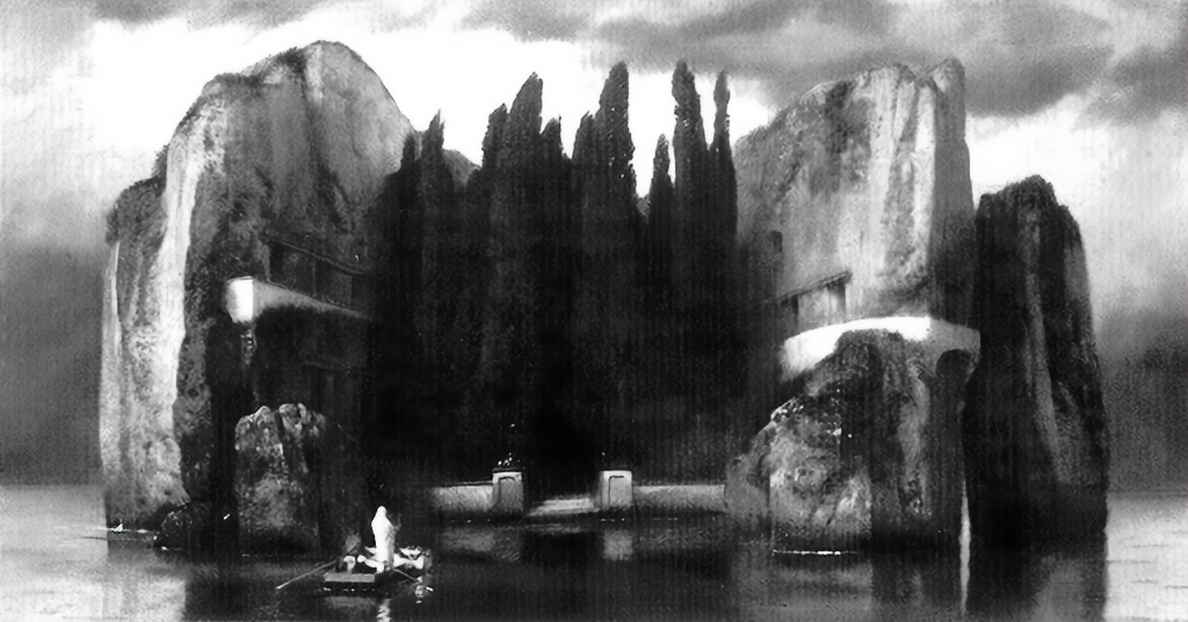
Quatrième version, 1884. Détruite lors des bombardements de Berlin. Huile sur cuivre,.

Des impératifs financiers aboutirent à une quatrième version en 1884, qui fut finalement rachetée par le baron Heinrich Thyssen, industriel et collectionneur d'art, et exposée à sa filiale de la Berliner Bank. Détruit lors des bombardements de Berlin, à la fin de la Seconde Guerre mondiale, elle ne survit plus que sous la forme d'une photographie en noir et blanc.

### 5eversion

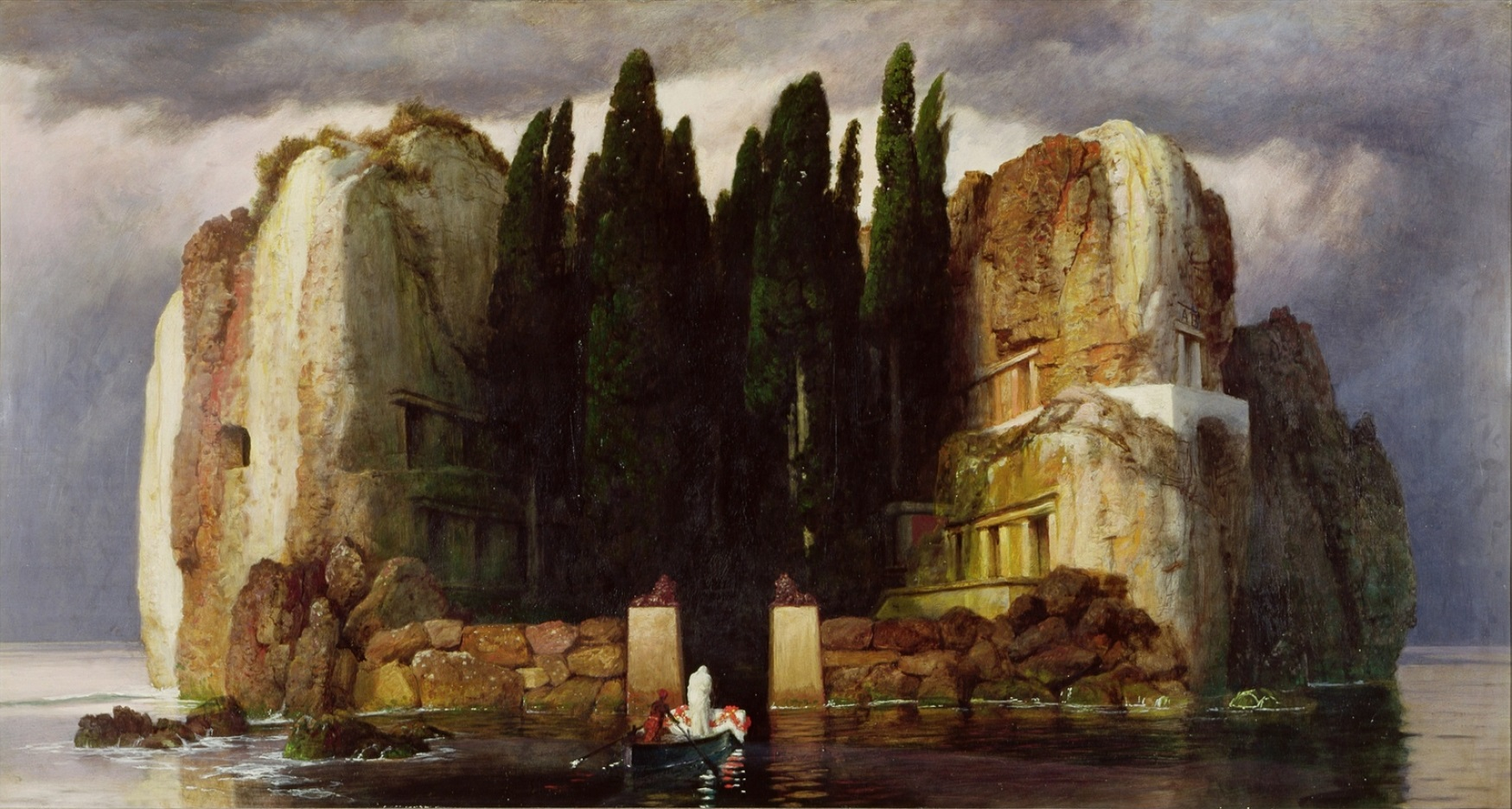
Cinquième version, 1886. Musée des Beaux-Arts de Leipzig. Huile sur bois,.

Une cinquième version a été commandée en 1886 par le musée des Beaux-Arts de Leipzig, où elle se trouve encore.
L'île, dans sa dernière version, montre des falaises abruptes, plus hautes et plus claires, formant un hémicycle fermé par des constructions humaines absentes des premières versions, avec des murs cyclopéens délimitant un téménos, espace sacré coupé du reste du monde. L'horizon plus clair accroît l'isolement du lieu, auquel on n'accède que par une barque traversant une mer d'huile, conduite par un passeur rappelant l'antique nocher Charon vêtu de noir, île éloignée de toute réalité qui ne représente qu'un ailleurs inconnu et inaccessible.

## Description et signification
Toutes les versions de l'île des morts représentent un îlot désolé et rocheux, entouré d'une eau sombre. Une barque arrive à une porte d'eau. Un rameur manœuvre le bateau depuis la poupe. Sur la proue, face à la porte d'eau se tient un personnage debout entièrement vêtu de blanc, devant lequel figure un objet blanc festonné, généralement interprété comme un cercueil. L'îlot est dominé par un bosquet dense de grands cyprès sombres, associés de longue date aux cimetières et au deuil, étroitement entouré de falaises abruptes. Des portails sépulcraux et des fenêtres, ouverts sur les parois rocheuses, approfondissent le thème funéraire.
Böcklin lui-même n'a fourni aucune explication publique quant à la signification de la peinture, bien qu'il la décrive comme « une image de rêve : elle doit produire une telle immobilité que l'on serait impressionné par un coup à la porte »,.
Le titre, qui lui a été conféré par le marchand d'art Fritz Gurlitt en 1883, n'a pas été spécifié par Böcklin, bien qu'il dérive d'une phrase contenue dans une lettre de 1880 qu'il a envoyée au commanditaire du tableau. De nombreux observateurs ont interprété le rameur comme étant le batelier Charon, qui transportait les âmes aux Enfers dans la mythologie grecque. L'eau figurerait alors le Styx ou l'Achéron, et le passager vêtu de blanc serait une âme en transit vers l'au-delà.

## Origines et inspiration

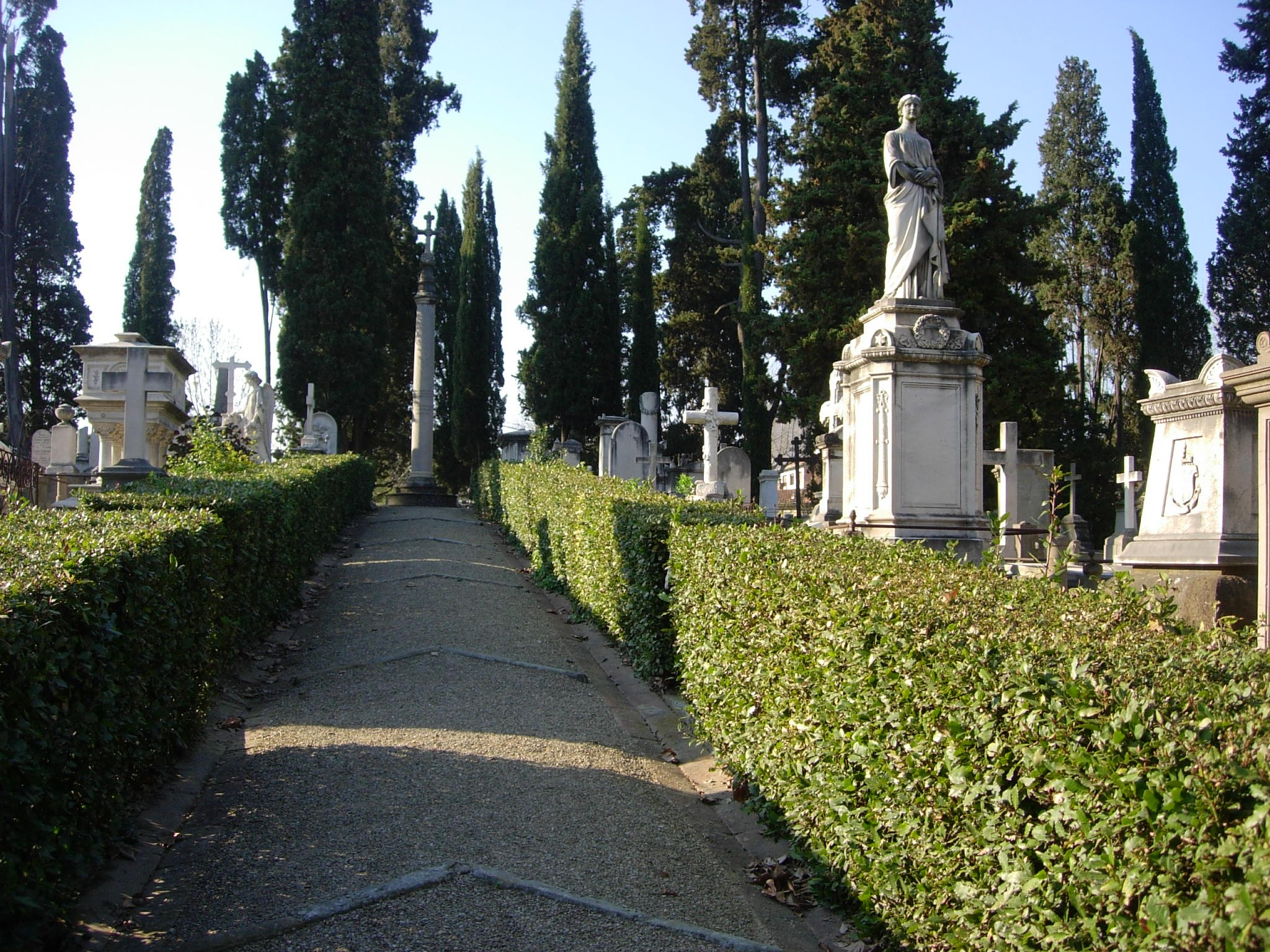
Le cimetière anglais, à Florence.

L'Île des Morts évoque en partie le cimetière anglais de Florence, en Italie, où les trois premières versions du tableau ont été peintes. Le cimetière, proche de l'atelier de Böcklin, était également l'endroit où sa petite fille Maria était enterrée (en tout, Böcklin perdit huit de ses quatorze enfants).

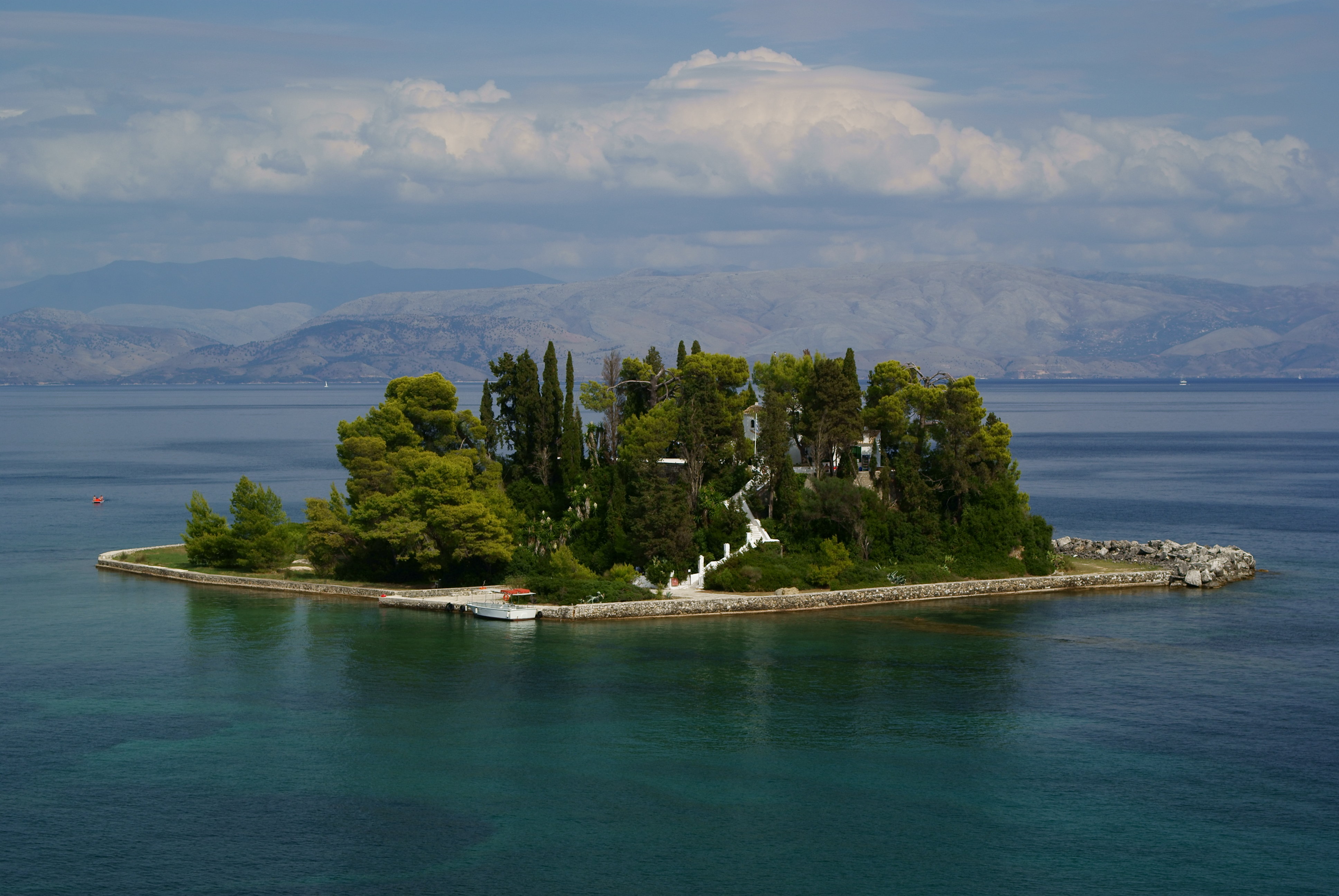
L'île grecque de Pontikonisi, près de Corfou, source d'inspiration possible pour le tableau.

Le modèle de l'îlot rocheux est peut-être Pontikonisi, une petite île luxuriante près de Corfou, ornée d'une petite chapelle au milieu d'un bosquet de cyprès, peut-être en combinaison avec la mystérieuse île rocheuse de Strombolicchio, près du volcan Stromboli. Une autre candidate moins probable est l'île de Ponza, dans la mer Tyrrhénienne.

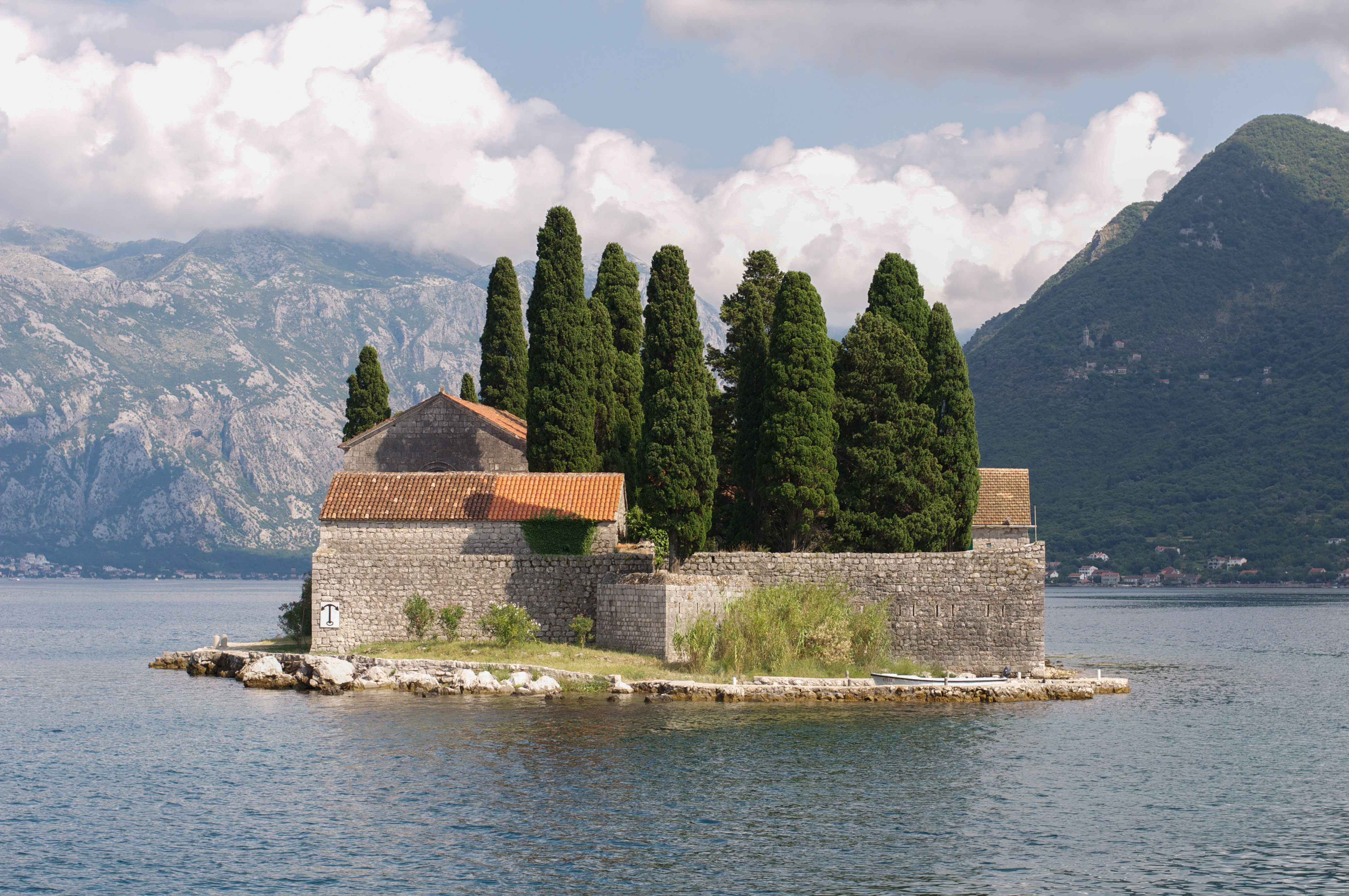
L'île monténégrine de Saint-Georges, près de Perast, est une autre possibilité comme source d'inspiration pour le tableau de Böcklin.

Michael Webber dit que le tableau a été peint sur le modèle de la baie de Kotor, au Monténégro, qui a également inspiré le compositeur Rachmaninov. Cette revendication est soutenue par la similitude entre la peinture et l'île de Saint-Georges, près de Perast, qui est bordée de bosquets de cyprès et abrite une église dédiée à saint Georges.

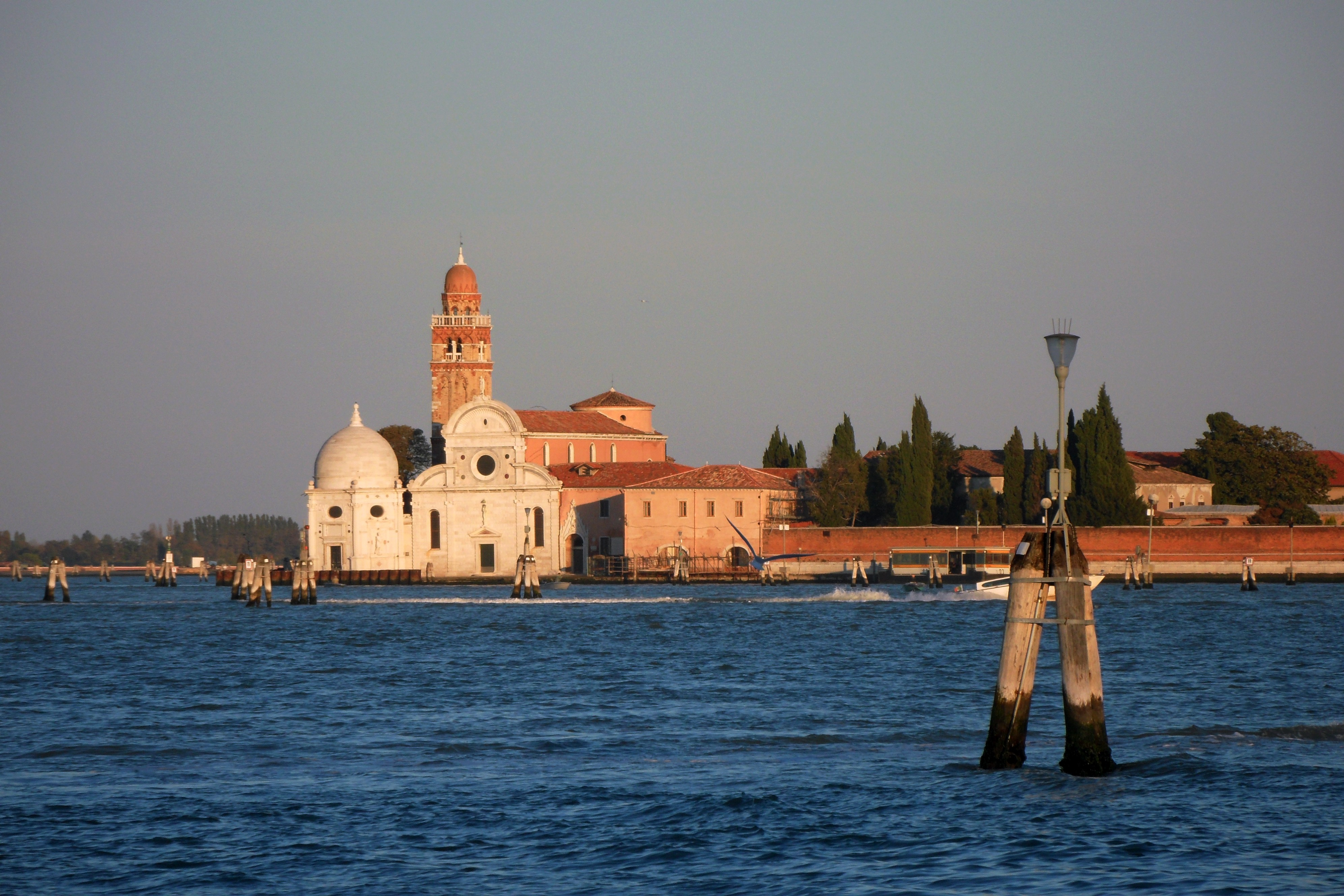
L'île cimetière de San Michele à Venise où l'une des filles de Böcklin est enterrée.

L'auteur n'a jamais confirmé telle ou telle inspiration ; cependant, pendant la création des trois premières versions de L'Île des morts, le peintre vivait près de l'île San Michele située à Venise. Cette île est un cimetière où est enterrée sa fille Béatrice. Elle est remplie de cyprès et de tombeaux et bâtiments à l'architecture rappelant l'Antiquité ; autant d'éléments repris dans l’œuvre de l'artiste. Tous ces indices font penser que le lieu pourrait être une source d'inspiration sérieuse du tableau de Böcklin.

## Œuvres dérivées
Les cinq versions de L'Île des morts ont généré des milliers d'interprétations, d'utilisations ou de références picturales, musicales, architecturales, littéraires…

### Dans les arts visuels
- Il existe de nombreuses interprétations modernes de la toile, peintes ou dessinées par Hans Ruedi Giger, Giorgio De Chirico, Salvador Dalí, Michael Sowa (de) (ce dernier en donne une version humoristique où le nocher, déséquilibré, tombe à l'eau)…
- En 2024 l'artiste plasticien Guillaume Chamahian s’est réapproprié plusieurs versions existantes pour recomposer un visuel qu’il a ensuite imprimé sur une plaque de grès (20 x 26 x 2 cm)
- Récemment, Hélène Delprat en a fait référence dans une acrylique et pigment sur toile (177 x 195) intitulée « L’Île des Morts » peinte en 2020 (Collection de Bueil & Ract-Madoux) et reproduite p. 158/159 dans Hélène Delprat : « I hate my paintings » Galerie Christophe Gaillard (2020).
- Des illustrateurs venant du monde de la BD l'ont également représentée : Philippe Caza, Philippe Druillet ou Milo Manara.

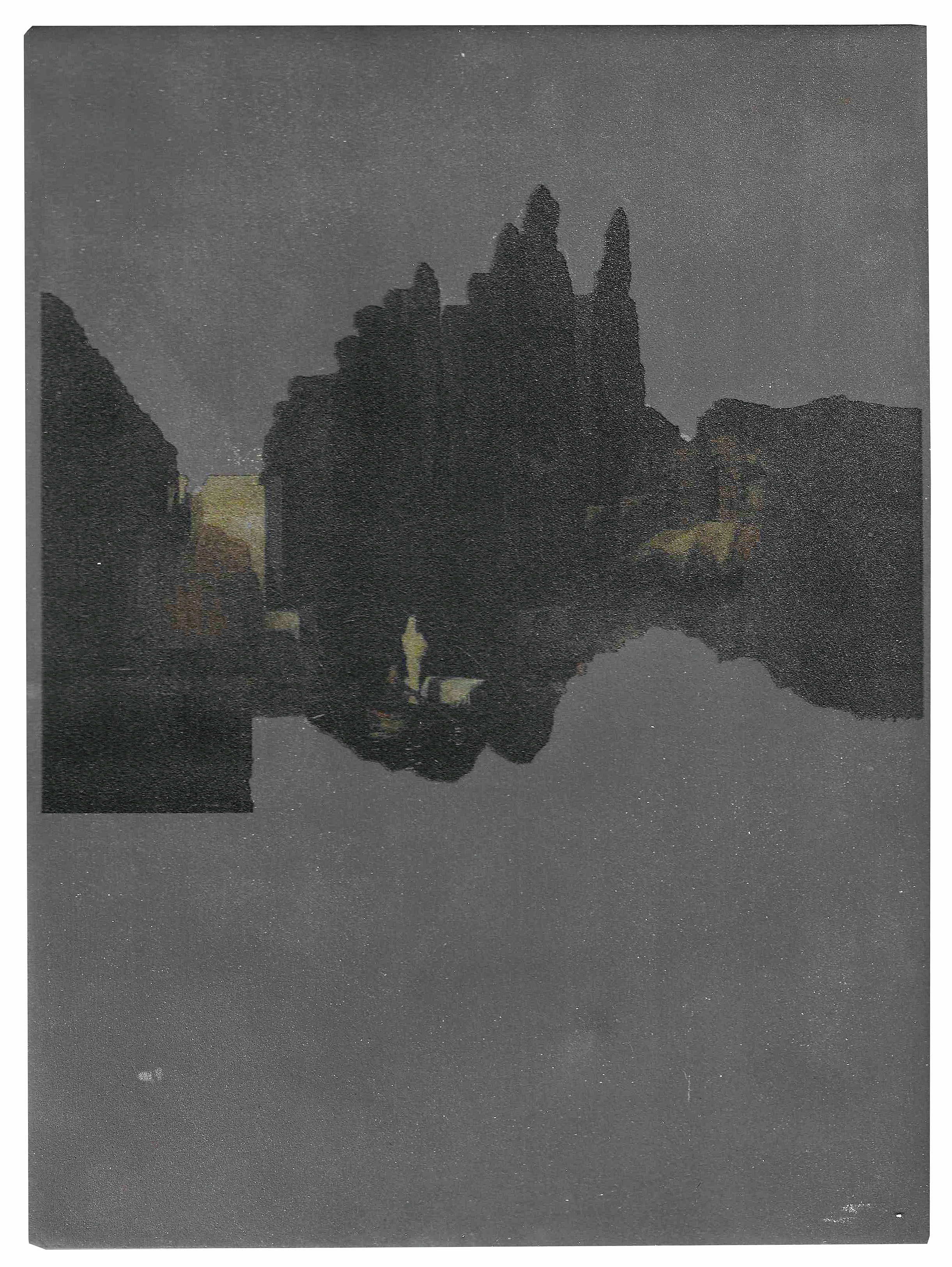
L'île des morts, Guillaume Chamahian - impression sur plaque de grès, 20 x 26 x 2cm / 2024

- L'île des morts, Guillaume Chamahian - impression sur plaque de grès, 20 x 26 x 2cm / 2024Le succès considérable de ce tableau a fait qu'on trouvait sa reproduction en chromolithographie dans tous les intérieurs bourgeois allemands. Hansi avait sauté sur l'occasion pour y voir "un exemple de mauvais goût teuton". Il le reproduit à la page 64 de Professor Knatschké avec cette légende : « Les Français ne comprendront peut-être pas toute la beauté de cette œuvre, dont le « leitmotiv » est repris et amplifié par un cadre modern-style de toute beauté (coût : cadre compris 1 mark 50). »

### Dans la bande dessinée
- Les héros de la série de bande dessinée française Arcanes de Jean-Pierre Pécau se rendent sur l'île au cours du troisième épisode : Le Dossier Karadine. Une vue inspirée du tableau figure sur la planche 17 (p. 19).
- Ce tableau a inspiré les cinq volumes de la bande dessinée intitulée L’Île des morts (dessin : Guillaume Sorel, scénario : Thomas Mosdi).
- L'auteur français de bandes dessinées  Philippe Druillet a rendu expressément hommage à Böcklin dans plusieurs planches de son œuvre, donnant sa propre interprétation de l'île des morts, notamment dans la série Lone Sloane.
- Schuiten et Peeters, dans la série Les Cités obscures, rendent hommage à L'île des morts, dans la dernière planche de L'Enfant penchée.
- L’épisode 224 de la série « Martin Mystére - Detective dell'Impossibile » de l'Italien Luigi Coppola, titré L'Isola dei morti (Sergio Bonelli Editore, Milano, 2000), y fait abondamment référence (y compris sur sa couverture, qui reprend le tableau).
- À la fin du tome 1 de Télémaque (Dupuis), les protagonistes arrivent sur l'île de Circé à laquelle le dessinateur prête les traits des tableaux[9].

### Dans les arts de la scène
- Le tableau a inspiré le décor de Richard Peduzzi pour la fin de La Walkyrie, opéra de Richard Wagner, dans la mise en scène de Patrice Chéreau pour le Centenaire du Festival de Bayreuth en 1976 (direction musicale Pierre Boulez).
- Ce tableau est cité comme image finale dans la pièce de Strindberg La Sonate des spectres.

### Dans les films
- Ce tableau est visible dans Vaudou (I Walked with a Zombie) de Jacques Tourneur, 1943, film qui se déroule sur une île imaginaire.
- Le tableau, en quelque sorte « assemblé en trois dimensions », est le décor principal du film du même nom de Mark Robson, 1945, avec Boris Karloff, qui narre une sombre histoire d'épidémie et de femme emmurée vivante dans l'un des tombeaux de cette île, pendant les guerres balkaniques.
- Il est le sujet du court-métrage d'animation Little Phantasy on a 19th-century Painting de Norman McLaren de 1946[10].
- Un monument funéraire reprenant le tableau apparaît dans la comédie horrifique Dellamorte Dellamore (1994).
- Ce tableau semble avoir fortement inspiré l'île où se déroule le film Shutter Island de Martin Scorsese.
- Cette œuvre a inspiré le réalisateur et artiste Bruno Aveillan[11] pour la création du film publicitaire La Légende de Shalimar pour le célèbre parfum de la maison Guerlain. On y découvre la princesse Mumtâz Mahal, interprétée par Natalia Vodianova, rejoindre sur une barque un Taj Mahal sorti des eaux, symbolisant avec onirisme le passage vers l'au-delà[12].
- Le décor d'une scène du dessin animé japonais Black Butler (dernier épisode de la saison 1) semble être fortement inspiré par ce tableau.
- La scène finale du court-métrage de Carl Théodor Dreyer Ils attrapèrent le bac (1947) où un jeune couple à moto se livre à une impossible course avec la mort est directement inspirée de l'œuvre de Böcklin.
- On voit le tableau plusieurs fois accroché aux murs de l'Hôtel Transylvanie dans le film d'animation Hôtel Transylvanie (Hotel Transylvania), une comédie familiale animée américaine réalisée par Genndy Tartakovsky, sortie en 2012.
- Dans le film Alien: Covenant (2017), réalisé par Ridley Scott, l'androïde David évolue dans un décor qui s'inspire de L'Île des morts.
- Dans le film L'Accordeur de tremblements de terre des frères Quay, l'ile du Dr Droz reprend l'esthétique et l'ambiance des tableaux de Böcklin.
- Dans le film Le Garçon et le Héron, réalisé par Hayao Miyazaki, Mahito traverse une île ornée des cyprès et des murs des tableaux de Böcklin
- Dans la série La Maison, sur Apple TV+, il est accroché dans un des salons du château familial du couturier Vincent Ledu (Lambert Wilson) situé sur une petite île en Bretagne à l'image du tableau.
- Dans le film d'animation Flow (2024), réalisé par Gints Zilbalodis, un chat sur une barque traverse différents décors qui correspondent aux différents plans de composition picturale de l'œuvre de Böcklin. (Le film se permet aussi d'intégrer le tableau « The Chapel » peint par Arnold Böcklin en 1898)

### Dans la littérature
- Une reproduction de L'Ile des morts est accrochée au mur chez la tireuse de cartes dans le roman satirique soviétique d'Ilf et Petrov, Les Douze Chaises, au chapitre 10.
- l'Allemand Theodor Fontane y fait référence dans son roman Effi Briest.
- C'est (avec le poème symphonique de Rachmaninov) un des axes majeurs du roman du même nom de l'auteur américain de science-fiction Roger Zelazny (1969).
- Le poème de Louis Aragon Bierstube Magie allemande du recueil Le Roman inachevé (1956) cite (2e strophe, 6e vers) l'Île des morts (« ...Le Toteninsel de Boecklin... »)
- Marguerite Yourcenar consacre tout un article (« L'île des morts » de Böcklin ») au tableau ainsi qu'au peintre dans Essais et Mémoires, Paris, Gallimard, p. 516.
- Ce tableau a été repris, redessiné (édition de 1993) ou « flouté » par ordinateur (édition de 2001), sur la couverture de certaines éditions du roman de Roger Zelazny aux éditions J'ai lu (no 509)[13], et a aussi tenu lieu d'illustration sur le bandeau accompagnant le recueil de nouvelles Le Styx coule à l'envers de Dan Simmons (Éditions Denoël, Présences, 1997).
- Dans le roman Résurrection de Giacometti & Ravenne (éditions  JC Lattès, avril 2021), il est fait largement référence à la quatrième version de L'Île des Morts... Ce tableau volé par Goering est « récupéré » par Himmler…
- Dans la nouvelle Le Voyage du roi Euvoran de Clark Ashton Smith, l'île est une escale du roi…

### Dans d'autres domaines

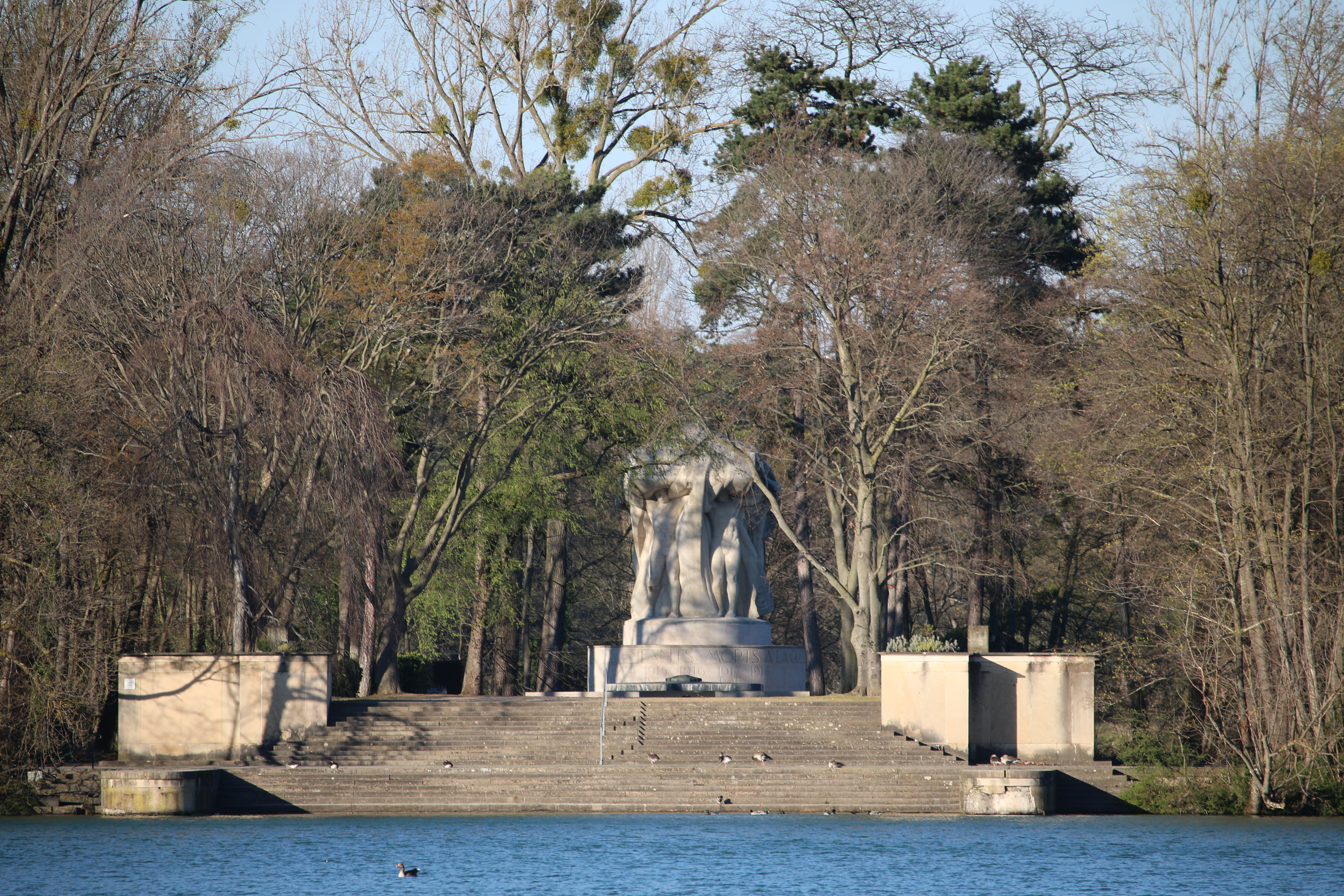
L'île du Souvenir à Lyon s'inspire du tableau.

- Le tableau a incité Sergueï Rachmaninov à composer en 1909 un poème symphonique. Max Reger en a composé un autre en 1913 (dans un ensemble de quatre poèmes symphoniques, op. 128, inspirés par quatre tableaux de A. Böcklin).
- Le jeu vidéo RiME (2017) commence sur une île inspirée de L'île aux morts
- Deux illustrations du jeu de cartes Magic : l'Assemblée font référence à l'Île des morts :
  - « Chanson de Titania » (5ème édition) par l'artiste D. Alexander Gregory
  - « Plongeon dans l'histoire » par l'artiste Jason Rainville
- Le tableau est une des nombreuses toiles présentes dans Animal Crossing: New Horizons sous le titre de toile ténébreuse.
- Dans la bande-annonce[14] de l'extension La reine Sorcière de Destiny 2 se trouve un paysage qui pourrait être inspiré de l'œuvre d'Arnold Böcklin. Lors de la dernière mission de la campagne de cette extension, au terme de laquelle le joueur affronte Savathûn la Reine Sorcière. Le duel final prend place au sein d'une île à laquelle on accède après avoir franchi un long pont, laissant au joueur le plaisir d'admirer l'oeuvre du peintre.
- Alcest, groupe français de blackgaze, a écrit un morceau éponyme dans l'album Spiritual Instinct dont les paroles font référence au tableau.
- Le clip Passager clandestin, réalisé par Léonard Dadin pour le trio Groove Factory, est un film d'animation qui cite plusieurs œuvres d'art et tout particulièrement L'île des morts[15].
- Le monument aux morts de l'île du Souvenir dans le parc de la Tête-d'Or de Lyon s'inspire du tableau.
- Dans le jeu vidéo Signalis (2022), elle inspire fortement le tableau d'Ariane, fréquemment montré au joueur. L'île des morts inspire également la création de la musique "Die Toteninsel (Emptiness)" par 1000 Eyes faisant partie de la bande sonore du jeu.
- Dans le jeu vidéo Doom the Dark Age (2025), une représentation de l'île des morts et de la barque est présente dans le paysage du niveau "Les marais Kar‘Thul".

### Dans la musique
- Le rappeur Sheldon fait référence à la série de tableaux dans son titre Oracle présent sur l’album Îlot (2023).
- Le rappeur Rounhaa y fait également référence avec son titre Toteninsel sur l'album Jaafar paru en 2024.